# هواگرد تک‌باله
یک هواپیمای تک‌باله (انگلیسی: Monoplane) نوعی هواگرد ثابت‌بال است که دارای یک سطح بال است. این نوع هواگرد با هواپیمای دوباله یا جندباله تفاوت دارد.
هواگردهای تک‌باله به‌طور ذاتی دارای بالاترین بازدهی و کمترین drag بین همهٔ ساختارهای بال‌های هواپیماها را دارند و از نظر ساخت نیز ساده هستند. با این حال در سال‌های نخست هوانوردی، این مزیت‌ها به دلیل وزن بیشتر و مانورپذیری کمتر این نوع هواپیماها نادیده گرفته می‌شدند و این نوع هواگردها تا دههٔ ۱۹۳۰ تا حدودی کمیاب بودند. از آن پس، هواپیماهای تک‌باله متداول‌ترین نوع هواپیمای ساخته‌شده بال‌ثابت هستند.